# نيكولاس بوباديلا
نيكولاس بوباديلا (بالإسبانية: Nicolás de Bobadilla)‏ هو قسيس إسباني، ولد في 1511 في بالنثيا في إسبانيا، وتوفي في 23 سبتمبر 1590 في لوريتو (ماركي) في إيطاليا.